# Dominikus Schramm
Dominikus  Schramm, Taufname Jakob Andreas (* 24. Oktober 1723 in Bamberg; † 21. September 1797 in Kloster Banz) war ein deutscher Benediktiner und Theologe. 

## Leben
Er war Sohn des Chorregenten der Oberen Pfarre in Bamberg, Andreas Schramm. Er trat am 8. Oktober 1742 in das Kloster Banz ein, die Profess legte er am 12. November 1743 ab. Er erhielt den Ordensnamen „Dominicus“. Nach der Priesterweihe 1748 war er als Lehrer an der Klosterschule in den Fächern Mathematik, Kirchenrecht, Philosophie und Theologie tätig, lehrte auch in Erlangen und Ingolstadt. Von 1782 bis 1787 war er Prior im Kloster Michelsberg in Bamberg. Mit Placidus Sprenger war er Vertreter der Aufklärung in Banz.
Seine Hauptarbeitsgebiete waren Kanonistik (Kirchenrecht), Kirchenrechtsquellen und Patristik.
Er wurde als Kirchenrechtler bekannt und seine Werke wurden noch im 19. Jahrhundert mehrmals aufgelegt.

## Werke (Auswahl)
- Compendium Theologiae dogmaticae, scholasticae, et moralis Methodo scientifica propositum (3 Bände; Augsburg 1768)
- Institutiones theologiae mysticae (2 Bände; 1771)
- Epitome canonum ecclesiasticorum ex conciliis Germaniae et aliis fontibus (3 Bände; Augsburg 1774)
- Analysis Operum S.S.Patrum, et Scriptorum ecclesiasticorum (15 Bände, Augsburg 1780–1792)